# Snowdonia
Snowdonia (gallois : Eryri) est un massif montagneux du Gwynedd et de Conwy, au pays de Galles. Il abrite un parc national d'une superficie de 2 130 km2 s'étendant bien au sud des limites du massif. En 1951, il est devenu le premier parc national gallois. C'est le deuxième par la taille des onze parcs nationaux d'Angleterre et du pays de Galles. Le Grand Tumulus ou mont Snowdon (1 085 m d'altitude), le plus haut sommet du pays de Galles, domine le massif et la partie septentrionale du parc. C'est Cadair Idris (en) (893 m) qui domine la partie méridionale du parc. Celui-ci comporte 96 sommets de plus de 600 m d'altitude. Le parc possède également 60 km de côtes.

## Subdivisions
Le massif de Snowdonia est composé de plusieurs massifs : Carneddau au nord, culminant à 1 064 mètres d'altitude à Carnedd Llywelyn, Glyderau au centre, culminant à 1 001 m à Glyder Fawr, le massif Snowdon au sud, culminant à 1 085 m au mont Snowdon, et différents groupes montagneux relativement isolés tels celui de Moel Hebog (782 m) et celui de Moel Siabod (872 m)[source insuffisante].

## Faune
Les mammifères du parc comprennent la loutre, le putois et la chèvre sauvage, tandis que la martre des pins n’a pas été vue depuis de nombreuses années.  Les oiseaux comprennent le corbeau, le crave à bec rouge, le faucon pèlerin, le balbuzard pêcheur, le faucon émerillon et le milan royal. Le coléoptère snowdon de couleur arc-en-ciel (Chrysolina cerealis) ne se trouve que dans le nord de Snowdonia[source insuffisante].

## Protection environnementale
La majeure partie du parc est composée de montagnes, avec également des rivières et des petits lacs. La végétation est composée de forêts et de landes. La plus grande partie de la zone côtière est composée de dunes de sable.
Les trois sites Ramsar désignés sont la biosphère de Dyfi (Cors Fochno et Dyfi), Cwm Idwal et Llyn Tegid (lac Bala).
Plus de 26 000 personnes vivent dans le parc. Bien que la plupart des terres soient ouvertes ou montagneuses, il y a une quantité importante d’activités agricoles dans le parc.

Carte des limites du parc.